# Zagrađe (gmina Gornji Milanovac)
Zagrađe (cyr. Заграђе) – wieś w Serbii, w okręgu morawickim, w gminie Gornji Milanovac. W 2011 roku liczyła 385 mieszkańców.